# Non iscritti (Parlamento europeo)
I Non iscritti al Parlamento europeo, sono un gruppo politico formato dagli europarlamentari che non intendono iscriversi ad alcun altro gruppo politico organizzato o che non possono costituirne uno proprio per difetto dei requisiti previsti a tale scopo (dal 2014, l'appartenenza di almeno 25 europarlamentari provenienti da almeno 7 diversi Stati).
Per ciascuna legislatura sono indicate la composizione storica (ossia quella risultante alla seduta costitutiva del Parlamento) e le successive modifiche intervenute.

## Consistenza del gruppo

### I legislatura
| Stato       | Seggi | Partiti                                       |
| ----------- | ----- | --------------------------------------------- |
| Belgio      | 1     | Fronte Democratico dei Francofoni             |
| Belgio      | 1     | Raggruppamento Vallone                        |
| Italia      | 4     | Movimento Sociale Italiano - Destra Nazionale |
| Paesi Bassi | 2     | Democratici 66                                |
| Regno Unito | 1     | Partito Unionista Democratico                 |
| Totale      | 9     |                                               |

### II legislatura
| Stato       | Seggi | Partiti                            |
| ----------- | ----- | ---------------------------------- |
| Belgio      | 1     | Ind. Partito Socialista Differente |
| Belgio      | 1     | Ind. Partito Socialista            |
| Italia      | 3     | Partito Radicale                   |
| Paesi Bassi | 1     | Partito Politico Riformato         |
| Regno Unito | 1     | Partito Unionista Democratico      |
| Totale      | 7     |                                    |

### III legislatura
| Stato       | Seggi | Partiti                                       |
| ----------- | ----- | --------------------------------------------- |
| Spagna      | 2     | Raggruppamento Ruiz-Mateos                    |
| Spagna      | 1     | Herri Batasuna                                |
| Spagna      | 1     | Partito Nazionalista Basco                    |
| Francia     | 1     | Ind. Centro per l'Europa                      |
| Italia      | 1     | Federalisti                                   |
| Italia      | 4     | Movimento Sociale Italiano - Destra Nazionale |
| Paesi Bassi | 1     | Partito Politico Riformato                    |
| Regno Unito | 1     | Partito Unionista Democratico                 |
| Totale      | 12    |                                               |

### IV legislatura
| Stato       | Seggi | Partiti                                 |
| ----------- | ----- | --------------------------------------- |
| Belgio      | 2     | Blocco Fiammingo                        |
| Belgio      | 1     | Fronte Nazionale                        |
| Francia     | 11    | Fronte Nazionale                        |
| Italia      | 11    | Alleanza Nazionale                      |
| Italia      | 1     | Partito Socialista Democratico Italiano |
| Regno Unito | 1     | Partito Unionista Democratico           |
| Totale      | 27    |                                         |

### V legislatura
| Stato       | Seggi | Partiti                         |
| ----------- | ----- | ------------------------------- |
| Austria     | 5     | Partito della Libertà Austriaco |
| Spagna      | 1     | Herri Batasuna                  |
| Francia     | 1     | Ind. RPF-MPF                    |
| Italia      | 8     | Alleanza Nazionale              |
| Italia      | 1     | Patto Segni                     |
| Italia      | 1     | Ind. Lega Nord                  |
| Regno Unito | 1     | Partito Unionista Democratico   |
| Totale      | 18    |                                 |

### VI legislatura
| Stato       | Seggi | Partiti                                                     |
| ----------- | ----- | ----------------------------------------------------------- |
| Austria     | 2     | Lista Hans-Peter Martin                                     |
| Austria     | 1     | Partito della Libertà Austriaco                             |
| Belgio      | 3     | Blocco Fiammingo                                            |
| Francia     | 7     | Fronte Nazionale                                            |
| Italia      | 2     | Socialisti Uniti per l'Europa/Nuovo PSI                     |
| Italia      | 1     | Alternativa Sociale                                         |
| Italia      | 1     | Movimento Sociale Fiamma Tricolore                          |
| Polonia     | 6     | Autodifesa della Repubblica Polacca                         |
| Regno Unito | 1     | Partito per l'Indipendenza del Regno Unito                  |
| Regno Unito | 1     | Partito Unionista Democratico                               |
| Rep. Ceca   | 1     | Indipendenti                                                |
| Slovacchia  | 3     | Partito Popolare - Movimento per una Slovacchia Democratica |
| Totale      | 29    |                                                             |

- Il 25.05.2005 aderisce al gruppo Gianni Rivera (Uniti nell'Ulivo)[1], subentrato a Mercedes Bresso (Uniti nell'Ulivo/Democratici di Sinistra), già iscritta al Gruppo PSE.
- Il 15.01.2007 Alessandra Mussolini (Alternativa Sociale) e Luca Romagnoli (Movimento Sociale Fiamma Tricolore) lasciano il gruppo per aderire a Identità, Tradizione, Sovranità; scioltosi quest'ultimo il 14.11.2007[2], tornano nel gruppo NI.
- Il 24.10.2007 Alessandro Battilocchio e Gianni De Michelis (Socialisti Uniti per l'Europa/Nuovo PSI) lasciano il gruppo per aderire al Gruppo PSE[3] (il 19.02.2008 passeranno al Partito Socialista).
- Il 16.05.2008 aderisce al gruppo Roberto Fiore (Alternativa Sociale/Forza Nuova)[4], subentrato a Alessandra Mussolini.

### VII legislatura
| Stato       | Seggi | Partiti                            |
| ----------- | ----- | ---------------------------------- |
| Austria     | 3     | Lista Hans-Peter Martin            |
| Austria     | 2     | Partito della Libertà Austriaco    |
| Belgio      | 2     | Interesse Fiammingo                |
| Bulgaria    | 2     | Unione Nazionale Attacco           |
| Francia     | 3     | Fronte Nazionale                   |
| Paesi Bassi | 4     | Partito per la Libertà             |
| Regno Unito | 2     | Partito Nazionale Britannico       |
| Regno Unito | 1     | Partito Unionista Democratico      |
| Romania     | 3     | Partito Grande Romania             |
| Spagna      | 1     | Unione Progresso e Democrazia      |
| Ungheria    | 3     | Movimento per un'Ungheria Migliore |
| Totale      | 26    |                                    |

- Il 03.06.2013 aderisce al gruppo Mario Borghezio (Lega Nord), proveniente dal gruppo Europa della Libertà e della Democrazia (espulso).

### VIII legislatura
| Stato       | Seggi | Partiti                                 |
| ----------- | ----- | --------------------------------------- |
| Austria     | 4     | Partito della Libertà Austriaco         |
| Belgio      | 1     | Interesse Fiammingo                     |
| Francia     | 23    | Fronte Nazionale                        |
| Germania    | 1     | Partito Nazionaldemocratico di Germania |
| Germania    | 1     | Die PARTEI                              |
| Grecia      | 3     | Alba Dorata                             |
| Grecia      | 2     | Partito Comunista di Grecia             |
| Italia      | 5     | Lega Nord                               |
| Paesi Bassi | 4     | Partito per la Libertà                  |
| Polonia     | 4     | Congresso della Nuova Destra            |
| Regno Unito | 1     | Partito Unionista Democratico           |
| Ungheria    | 3     | Movimento per un'Ungheria Migliore      |
| Totale      | 52    |                                         |

- Il 16.10.2014 aderiscono al gruppo gli europarlamentari già iscritti a Europa della Libertà e della Democrazia Diretta, sciolto per il venir meno dei requisiti previsti per la costituzione di un gruppo (dopo la fuoriuscita di Iveta Grigule); il 20.10.2014 fuoriescono dal gruppo, unitamente a Robert Iwaszkiewicz (Congresso della Nuova Destra), ricostituendo il gruppo EFDD.
- Il 15.04.2015 aderisce al gruppo Juan Fernando López Aguilar (Partito Socialista Operaio Spagnolo), proveniente dal gruppo S&D; il 21.07.2015 lascia il gruppo tornando in S&D.
- Il 15.06.2015 escono dal gruppo gli europarlamentari di Partito della Libertà Austriaco (4), Interesse Fiammingo (1), Fronte Nazionale (20 su 23)[5], Lega Nord (5), Partito per la Libertà (3)[6] e Congresso della Nuova Destra (2)[7], che costituiscono il gruppo Europa delle Nazioni e della Libertà.
- Il 24.10.2016 aderisce al gruppo Steven Woolfe (già Partito per l'Indipendenza del Regno Unito), proveniente dal gruppo EFDD.
- Il 20.11.2016 aderisce il gruppo Diane James (già Partito per l'Indipendenza del Regno Unito), proveniente dal gruppo EFDD; il 12.12.2018 lascia il gruppo tornando in EFDD.
- Il 23.03.2017 aderisce al gruppo Jacek Saryusz-Wolski (già Piattaforma Civica), proveniente dal Gruppo PPE; il 27.03.2019 lascia il gruppo e aderisce a ECR.

### IX legislatura
| Stato       | Seggi | Partiti                                |
| ----------- | ----- | -------------------------------------- |
| Croazia     | 1     | Živi zid                               |
| Croazia     | 1     | Indipendente (Mislav Kolakušić)        |
| Germania    | 9     | Alternative für Deutschland (dal 2024) |
| Germania    | 1     | Die PARTEI                             |
| Grecia      | 2     | Partito Comunista di Grecia            |
| Grecia      | 2     | Alba Dorata                            |
| Italia      | 13    | Movimento 5 Stelle                     |
| Regno Unito | 29    | Brexit Party                           |
| Regno Unito | 1     | Partito Unionista Democratico          |
| Spagna      | 2     | Junts per Catalunya                    |
| Slovacchia  | 2     | Partito Popolare Slovacchia Nostra     |
| Ungheria    | 1     | Movimento per un'Ungheria Migliore     |
| Totale      | 57    |                                        |

- Gli europarlamentari di Junts per Catalunya (Antoni Comín e Carles Puigdemont) e uno dei due europarlamentari di Sinistra Repubblicana di Catalogna (Oriol Junqueras) furono proclamati eletti in data 23.01.2020 con decorrenza dallo 02.07.2019; allo stesso Oriol Junqueras, cessato dal mandato parlamentare il 02.01.2020, subentra Jordi Solé, proclamato eletto il 23.07.2020 con decorrenza dallo 03.01.2020, che aderisce al gruppo I Verdi/Alleanza Libera Europea.
- Il 29.01.2020 aderisce al gruppo Martin Buschmann (ex membro del Partito per l'Umanità, l'Ambiente e la Protezione degli Animali), proveniente dal gruppo GUE/NGL.
- Il 01.02.2020 cessano dal mandato i 30 europarlamentari del Regno Unito per effetto della Brexit.
- Il 01.02.2020 aderisce al gruppo Clara Ponsatí Obiols (Junts per Catalunya), proclamata eletta in seguito all'attribuzione di seggi ulteriori alla Spagna per effetto della Brexit.
- Il 01.02.2020 aderisce al gruppo Dorien Rookmaker (già Forum per la Democrazia, poi Realisme & Daadkracht e Meer Directe Democratie), proclamata eletta in seguito all'attribuzione di seggi ulteriori ai Paesi Bassi per effetto della Brexit.
- Il 07.10.2010 aderisce al gruppo Andrea Caroppo (Lega), proveniente dal gruppo Identità e Democrazia.
- Il 09.12.2020 lasciano il gruppo Ignazio Corrao, Rosa D'Amato, Eleonora Evi e Piernicola Pedicini (Movimento 5 Stelle), che aderiscono al gruppo I Verdi/Alleanza Libera Europea.
- Il 21.01.2021 aderisce al gruppo Viktor Uspaskich (Partito del Lavoro), proveniente dal gruppo Renew Europe.
- Il 03.03.2021 i dodici eurodeputati di Fidesz abbandonano il gruppo del Partito Popolare Europeo.
- Il 10.03.2021 lascia il gruppo Marco Zullo (Movimento 5 Stelle) che aderisce al gruppo Renew Europe.
- Il 24.03.2021 lasciano il gruppo Isabella Adinolfi (Movimento  5 Stelle) e Andrea Caroppo (indipendente), che aderiscono al Gruppo del Partito Popolare Europeo.
- Il 29.04.2021 lascia il gruppo Andrea Caroppo (Sud in Testa), che aderisce al gruppo del Partito Popolare Europeo.
- Il 06.10.2021 aderisce al gruppo Francesca Donato (indipendente), proveniente dal gruppo Identità e Democrazia.
- L'08.12.2021 lascia il gruppo Dorien Rookmaker (Meer Directe Democratie), che aderisce al Gruppo dei Conservatori e Riformisti europei
- Il 25.01.2022 aderiscono al gruppo Gilbert Collard e Jerôme Rivière (Reconquête!), provenienti dal gruppo Identità e Democrazia.
- Il 02.02.2022 aderisce al gruppo Maxette Pirbakas (Reconquête!), proveniente dal gruppo Identità e Democrazia.
- Il 14.02.2022 aderisce al gruppo Jörg Meuthen (Zentrum), proveniente dal gruppo Identità e Democrazia.
- Il 01.04.2022 aderisce al gruppo Tatjana Ždanoka (Unione Russa di Lettonia), proveniente dal gruppo I Verdi/Alleanza Libera Europea.
- Il 24.10.2022 aderisce al gruppo Marcel De Graaf (Forum voor Democratie), proveniente dal gruppo Identità e Democrazia.
- Il 10.11.2022 aderisce al gruppo Hervé Juvin (indipendente) proveniente dal gruppo Identità e Democrazia.
- Il 09.12.2022 aderisce al gruppo Eva Kaili (indipendente) proveniente dal gruppo Alleanza Progressista dei Socialisti e dei Democratici.
- Il 13.01.2023 aderisce al gruppo Hynek Blaško (Aliance národních sil), proveniente dal gruppo Identità e Democrazia.
- Il 18.01.2023 aderisce al gruppo Andrea Cozzolino (Partito Democratico), proveniente dal gruppo Alleanza Progressista dei Socialisti e dei Democratici.
- Il 19.01.2023 aderisce al gruppo Marc Tarabella (indipendente), proveniente dal gruppo Alleanza Progressista dei Socialisti e dei Democratici.
- Il 19.04.2023 aderisce al gruppo Alexis Georgoulis (indipendente) proveniente dal gruppo GUE/NGL.
- Il 18.10.2023 aderiscono al gruppo Monika Beňová e Katarína Roth Neveďalová (Direzione - Socialdemocrazia), provenienti dal gruppo Alleanza Progressista dei Socialisti e dei Democratici.
- Il 01.02.2024 lascia il gruppo Fabio Massimo Castaldo (Movimento 5 Stelle), che aderisce al gruppo Renew Europe in quota Azione.
- Il 05.02.2024 aderisce al gruppo Niels Geuking (Partito delle Famiglie di Germania), subentrato a Helmut Geuking (Gruppo del Partito Popolare Europeo).
- Il 23.05.2024 Alternative für Deutschland viene espulso da Identità e Democrazia, entrando così nel gruppo dei Non iscritti.
- Totale consistenza al 23.05.2024: 61 europarlamentari.

### X legislatura
| Stato      | Seggi | Partiti                                             |
| ---------- | ----- | --------------------------------------------------- |
| Bulgaria   | 2     | Movimento per i Diritti e le Libertà                |
| Cipro      | 1     | Indipendente (Fidias Panayiotou)                    |
| Germania   | 6     | Bündnis Sahra Wagenknecht                           |
| Germania   | 2     | Die PARTEI                                          |
| Germania   | 1     | Partito del Progresso                               |
| Grecia     | 2     | Partito Comunista di Grecia                         |
| Grecia     | 1     | Vittoria                                            |
| Grecia     | 1     | Rotta di Libertà                                    |
| Polonia    | 1     | Confederazione della Corona Polacca                 |
| Rep. Ceca  | 1     | Partito Comunista di Boemia e Moravia               |
| Rep. Ceca  | 1     | Democratici Uniti - Associazione degli Indipendenti |
| Romania    | 2     | S.O.S. Romania                                      |
| Slovacchia | 5     | Direzione - Socialdemocrazia                        |
| Slovacchia | 1     | Voce - Socialdemocrazia                             |
| Spagna     | 1     | Se Acabó La Fiesta                                  |
| Totale     | 28    |                                                     |